# Phytocoris proctori
Phytocoris proctori är en insektsart som beskrevs av Knight 1974. Phytocoris proctori ingår i släktet Phytocoris och familjen ängsskinnbaggar. Inga underarter finns listade i Catalogue of Life.